# Varanus nebulosus
Varanus nebulosus este o specie de reptile din genul Varanus, familia Varanidae, descrisă de Gray 1831. Conform Catalogue of Life specia Varanus nebulosus nu are subspecii cunoscute.